# Ängbyplan
Ängbyplan – powierzchniowa stacja sztokholmskiego metra, leży w Sztokholmie, w dzielnicy Västerort (Bromma), w Södra Ängby. Na zielonej linii (T19), między Islandstorget i Åkeshovem. Dziennie korzysta z niej około 1 500 osób.
Stacja znajduje się równolegle do Bergslagsvägen. Posiada jedno wyjście, zlokalizowane jest przy Färjestadsvägen 3. Stację otworzono 26 października 1952 jako 29. w systemie, składy jeździły wówczas na linii Hötorget-Vällingby. Początkowo stacja nosiła nazwę Färjestadsvägen zmieniono ją w 1962. Posiada jeden peron.

## Sztuka
- Ceramiczne dekoracje ścian, Åsa Lindström, 1994[3]

## Czas przejazdu
| Linia | Stacja          | Czas przejazdu | Stacja                                       | Czas przejazdu                    |
| T19   | Hässelby strand | 11 min         | Åkeshov Alvik T-Centralen Gamla stan Slussen | 3 min 10 min 23 min 24 min 26 min |
| T19   | Hagsätra        | 46 min         | Åkeshov Alvik T-Centralen Gamla stan Slussen | 3 min 10 min 23 min 24 min 26 min |

## Otoczenie
W najbliższym otoczeniu stacji znajdują się:
- Brommaskolan
- Rezerwat Natury Judarskogen
- Karsvikshage